# Дьюлаи, Ференц
Фе́ренц Дью́лаи фон Марош-Немет унд Надашка (венг. Ferencz Gyulai von Maros-Német und Nádaska, нем. Franz Gyulai von Maros-Német und Nádaska, 1798—1868) — австрийский военный и государственный деятель.

## Биография
Ференц Дьюлаи принадлежал к древнему венгерскому дворянскому роду из Трансильвании. В 1694 году Дьюлаи стали баронами, а в 1704 году — графами. Его отцом был известный австрийский генерал Игнац Дьюлаи.
В 1815 году Ференц начал свою карьеру, вступив в 60-й пехотный полк, носящий имя его отца. Благодаря храбрости, проявленной в ряде военных операций, он совершил очень быструю для австрийской армии карьеру: в 1820 году стал лейтенантом, в 1829 году — подполковником, в 1830 году — полковником, в 1839 году — генерал-майором.
В 1845 году император Фердинанд I сделал его командиром 33-го пехотного полка, в 1846 — губернатором Триеста и генерал-губернатором австрийского района Зеебецирк, он получил чин фельдмаршал-лейтенанта.

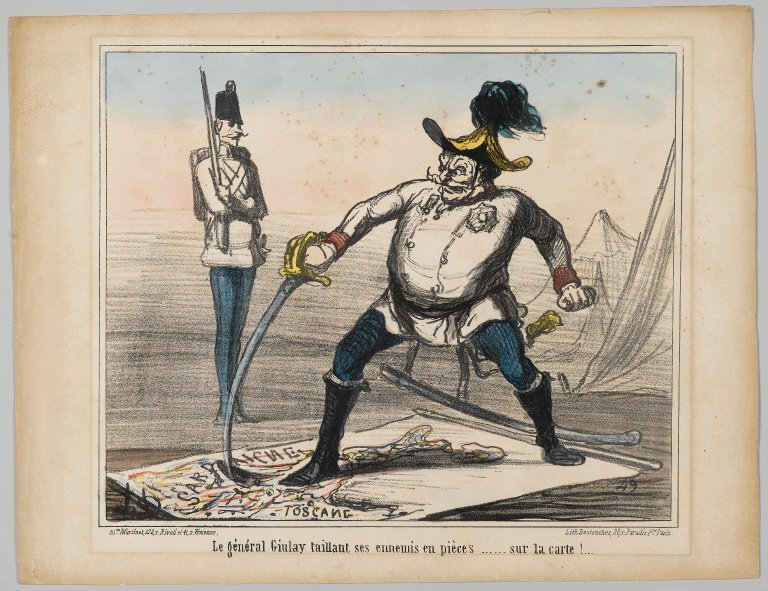
Карикатура на Дьюлаи

Во время революции 1848 года он сначала принял командование над флотом в Триесте, собрал рассеянные корабли, очистил их от ненадёжных элементов и придал флоту боеспособность, так что появившиеся 25 мая перед Триестом итальянские корабли вынуждены были уже 4 июля удалиться. Отправился затем со своей бригадой на помощь фельдмаршалу Радецкому в Италию и участвовал в битве при Кустоце 24-25 июля 1848 года.
С 1849 по 1850 годы Ференц Дьюлаи был военным министром Австрийской империи. Сменил на посту военного министра  Франца фон Кордона.
В 1850 году он был отправлен в Милан, чтобы принять командование над 2-й Императорской и Королевской армией Австрии.
28 февраля 1857 года император Франц Иосиф I отправил Радецкого в отставку и сделал вице-королём Ломбардо-Венецианского королевства своего брата Максимилиана I. Управление территорией Максимилиан доверил Ференцу Дьюлаи.
В начале 1859 года Сардинское королевство, находясь в союзе с Францией, начало мобилизацию своей армии. Рассматривая это как потенциальную подготовку к вторжению на контролируемые Австрией итальянские территории, Австрийская империя 23 апреля предъявила Сардинскому королевству ультиматум, требуя немедленной демобилизации. Ультиматум был отвергнут.
Графа Дьюлаи, командовавшего австрийскими войсками в северной Италии, назначили вице-королём Ломбардии-Венеции. Он получил приказ перейти реку Тичино, отделявшую австрийскую территорию от сардинской. Французские войска под командованием Патриса де Мак-Магона пришли на помощь своим сардинским союзникам. 20 мая австрийская армия под командованием графа Стадиона потерпела поражение в сражении при Монтебелло, после чего Дьюлаи со своими войсками отступил на австрийскую территорию. Преследующая его французская армия пересекла реку Тичино.
4 июня 1859 года Дьюлаи потерпел поражение в битве при Мадженте и отступил в направлении Милана. 16 июня император отстранил Дьюлаи от командования, взяв командования войсками на себя лично. Чтобы показать верность Австрийской империи, Дьюлаи потребовал дать ему возможность реабилитироваться, и получил под командование полк, ставший носить его имя. Дьюлаи пришлось отступить с войсками в Мантую, которая в итоге стала последним австрийским оплотом, до конца сопротивлявшемся процессу объединения Италии.
Ференц Дьюлаи вышел в отставку в чине фельдцейхмейстера. Впоследствии написал мемуары, описывающие итальянскую кампанию 1859 года.
В 1868 г. сделал наследником графского титула и огромного наследства своего двоюродного брата Леопольда фон Эдельсгейма-Дьюлаи, генерала от кавалерии.